# ويليام إدوين بالدوين
ويليام إدوين بالدوين (بالإنجليزية: William Edwin Baldwin)‏ هو عسكري أمريكي، ولد في 28 يوليو 1827 في مسيسيبي في الولايات المتحدة، وتوفي في 19 فبراير 1864 في ألاباما في الولايات المتحدة.